# Jacob Widell Zetterström
Jacob Mikael Widell Zetterström (Stoccolma, 11 luglio 1998) è un calciatore svedese, portiere del Derby County.

## Carriera

### Club
La sua carriera senior è iniziata nel 2016, anno in cui ha collezionato le prime cinque apparizioni nella quinta serie nazionale con la maglia dell'IFK Lidingö, piccolo club di un'area a nord-est di Stoccolma. Nel 2018, con la squadra che nel frattempo era salita in quarta serie, si è stabilito portiere titolare giocando 25 delle 26 partite di campionato in calendario, contribuendo al raggiungimento del terzo posto in classifica.
Nel gennaio del 2019 si è trasferito ufficialmente al Djurgården. La formula del doppio tesseramento, tuttavia, gli ha consentito di scendere in campo anche con il suo vecchio club dell'IFK Lidingö.
Widell Zetterström ha poi rischiato di vedere la propria carriera interrotta nel corso dell'anno 2019, quando due commozioni cerebrali riportate in altrettante diverse occasioni lo hanno costretto ad un'assenza di circa un anno e mezzo, durante la quale il giocatore ha temuto di non poter più tornare a giocare. Nel precampionato 2021 è tornato a disposizione, rientrando nel gruppo della prima squadra del Djurgården. Da allora, svolge la sua attività indossando sempre un caschetto protettivo.
Inizialmente è stato considerato terzo portiere dietro ad Aleksandr Vasjutin e Tommi Vaiho. A seguito di un grave infortunio occorso al portiere russo, il duo di allenatori formato da Kim Bergstrand e Thomas Lagerlöf ha deciso di puntare su Widell Zetterström, che ha così giocato titolare a partire dal match dell'ottava giornata pareggiato 0-0 contro l'IFK Göteborg. Questa partita ha rappresentato anche il suo debutto in Allsvenskan. A fine campionato, concluso dal Djurgården in terza posizione, Widell Zetterström ha firmato un rinnovo contrattuale di quattro anni. Ha poi mantenuto il proprio ruolo di titolare anche a seguito del ritorno di Vasjutin. Sia nel 2022 che nel 2023 che nel 2024 è stato uno dei tre candidati al premio di portiere dell'anno dell'Allsvenskan, senza però riuscire ad aggiudicarsi il riconoscimento.
Il 16 agosto 2024 è stato ufficializzato il suo acquisto con un contratto triennale da parte degli inglesi del Derby County, che si apprestavano a disputare la Football League Championship 2024-2025. L'esordio è arrivato otto giorni più tardi, quando ha giocato titolare nella gara di campionato sul campo del Watford. Da allora ha continuato a mantenere il ruolo di primo portiere.

### Nazionale
Nel 2023 ha esordito nella nazionale svedese.

## Statistiche

### Presenze e reti nei club
Statistiche aggiornate all'8 marzo 2025.
| Stagione          | Squadra           | Campionato        | Campionato | Campionato | Coppe nazionali | Coppe nazionali | Coppe nazionali | Coppe continentali | Coppe continentali | Coppe continentali | Altre coppe | Altre coppe | Altre coppe | Totale | Totale |
| Stagione          | Squadra           | Comp              | Pres       | Reti       | Comp            | Pres            | Reti            | Comp               | Pres               | Reti               | Comp        | Pres        | Reti        | Pres   | Reti   |
| ----------------- | ----------------- | ----------------- | ---------- | ---------- | --------------- | --------------- | --------------- | ------------------ | ------------------ | ------------------ | ----------- | ----------- | ----------- | ------ | ------ |
| 2021              | Djurgården        | A                 | 19         | -23        | CS              | 0               | 0               | -                  | -                  | -                  | -           | -           | -           | 19     | -23    |
| 2022              | Djurgården        | A                 | 28         | -23        | CS              | 3               | -1              | UECL               | 11                 | -13                | -           | -           | -           | 42     | -37    |
| 2023              | Djurgården        | A                 | 23         | -23        | CS              | 5               | -8              | UECL               | 2                  | -3                 | -           | -           | -           | 30     | -34    |
| gen.-ago. 2024    | Djurgården        | A                 | 17         | -16        | CS              | 5               | -2              | UECL               | 4                  | -3                 | -           | -           | -           | 26     | -21    |
| Totale Djurgarden | Totale Djurgarden | Totale Djurgarden | 87         | -85        |                 | 13              | -11             |                    | 17                 | -19                |             | -           | -           | 117    | -115   |
| 2024-2025         | Derby County      | FLC               | 34         | -45        | FACup+CdL       | 1+1             | -1 + 0          | -                  | -                  | -                  | -           | -           | -           | 36     | -46    |
| Totale carriera   | Totale carriera   | Totale carriera   | 121        | -130       |                 | 15              | -12             |                    | 17                 | -19                |             | -           | -           | 153    | -161   |

### Cronologia presenze e reti in nazionale
| Cronologia completa delle presenze e delle reti in nazionale ― Svezia | Cronologia completa delle presenze e delle reti in nazionale ― Svezia | Cronologia completa delle presenze e delle reti in nazionale ― Svezia | Cronologia completa delle presenze e delle reti in nazionale ― Svezia | Cronologia completa delle presenze e delle reti in nazionale ― Svezia | Cronologia completa delle presenze e delle reti in nazionale ― Svezia | Cronologia completa delle presenze e delle reti in nazionale ― Svezia | Cronologia completa delle presenze e delle reti in nazionale ― Svezia |
| Data                                                                  | Città                                                                 | In casa                                                               | Risultato                                                             | Ospiti                                                                | Competizione                                                          | Reti                                                                  | Note                                                                  |
| --------------------------------------------------------------------- | --------------------------------------------------------------------- | --------------------------------------------------------------------- | --------------------------------------------------------------------- | --------------------------------------------------------------------- | --------------------------------------------------------------------- | --------------------------------------------------------------------- | --------------------------------------------------------------------- |
| 12-1-2023                                                             | Faro                                                                  | Svezia                                                                | 2 – 1                                                                 | Islanda                                                               | Amichevole                                                            | -1                                                                    | 46’                                                                   |
| Totale                                                                |                                                                       | Presenze                                                              | 1                                                                     |                                                                       | Reti                                                                  | -1                                                                    |                                                                       |